# Patrioten für Europa
Patrioten für Europa (englisch Patriots for Europe, französisch Patriotes pour l’Europe, ungarisch Patrióták Európáért) ist eine rechtsextreme Fraktion im Europäischen Parlament in der zehnten Wahlperiode ab 2024. Ihre Mitglieder gehören rechtspopulistischen, rechtsextremen und EU-skeptischen Parteien an. Mit 84 Mitgliedern ist die Fraktion Stand 9. Juli 2024 die drittgrößte Fraktion des Europäischen Parlaments. Sie folgt weitgehend der Fraktion Identität und Demokratie, die von 2019 bis 2024 bestand.

## Gründungsphase
| Zeitraum  | Fraktion                                        | Wichtigste Parteien |
| --------- | ----------------------------------------------- | ------------------- |
| 1984–1989 | Fraktion der Europäischen Rechten               | FN, MSI             |
| 1989–1994 | Technische Fraktion der Europäischen Rechten    | FN, REP             |
| 2007      | Identität, Tradition, Souveränität              | FN, PRM             |
| 2009–2014 | Europa der Freiheit und der Demokratie          | UKIP, Lega Nord     |
| 2014–2019 | Europa der Freiheit und der direkten Demokratie | UKIP, M5S           |
| 2015–2019 | Europa der Nationen und der Freiheit            | FN/RN               |
| 2019–2024 | Fraktion Identität und Demokratie               | Lega, RN, AfD       |
| seit 2024 | Patrioten für Europa                            | RN, Fidesz          |
| seit 2024 | Europa der Souveränen Nationen                  | AfD                 |

### Ankündigung
Die Gründung der Fraktion wurde bei einer Pressekonferenz in Wien am 30. Juni 2024 von Herbert Kickl (FPÖ), Viktor Orbán (Fidesz) und Andrej Babiš (ANO) angekündigt. Die drei Parteiführer unterzeichneten ein „patriotisches Manifest für die Zukunft Europas“, das die Ziele der Gruppe festlegt. Dazu gehören die Verteidigung der Souveränität der Länder, der Kampf gegen illegale Migration und die Revision des „Green Deal“.

### Gründung
Voraussetzung für die Gründung einer Fraktion im Europäischen Parlament ist die Mitgliedschaft von mindestens 23 Abgeordneten aus mindestens sieben Ländern. Die drei Gründungsparteien stellen nach der Europawahl 2024 vom 6. bis. 9. Juni 2024 zusammen 23 Abgeordnete.
Die Abgeordneten der rechtspopulistischen Fidesz gehörten zuletzt keiner EU-Fraktion an, seit sie im März 2021 die christdemokratische EVP-Fraktion verlassen hatten. Die Abgeordneten der populistischen Partei ANO 2011 hatten bis zur Wahl 2024 der liberal-zentristischen Fraktion Renew Europe angehört. Die rechtsextreme FPÖ gehörte in der Wahlperiode 2019 bis 2024 der Fraktion Identität und Demokratie an. Die portugiesische rechtspopulistische Chega (neu im Parlament, aber Mitglied der ID-Partei) beschloss am 2. Juli 2024, sich der geplanten Fraktion anzuschließen. Santiago Abascal, Vorsitzender der spanischen Vox, gab am 5. Juli 2024 bekannt, dass die Europaabgeordneten seiner Partei die EKR-Fraktion verlassen und sich den Patrioten für Europa anschließen. Auch die sechs niederländischen PVV-Abgeordneten, die drei belgischen Abgeordnete des Vlaams Belang und der Abgeordnete der Dänischen Volkspartei schlossen sich der neuen Fraktion an bzw. wechselten von der bisherigen ID-Fraktion. Schließlich folgten auch die Abgeordneten des französischen RN und der italienischen Lega. Damit ging die bisherige ID-Fraktion fast vollständig in der PfE auf. Nach Recherchen der italienischen Zeitung Domani war die Gründung der Fraktion vorab mit Matteo Salvini, Vorsitzender der Lega, und Marine Le Pen, Parteiführerin des RN, abgesprochen.
Die Konstituierung der Fraktion erfolgte am 8. Juli 2024. Neben den zuvor bekannten Mitgliedern schlossen sich die zwei Abgeordneten der tschechischen Přísaha, sowie die einzigen Abgeordneten der lettischen LPV sowie der griechischen FL an.
Die deutsche AfD wurde hingegen nicht in die Fraktion aufgenommen, nachdem entsprechende Gespräche gescheitert waren. Die AfD-Abgeordneten waren auf Betreiben der RN-Parteichefin Le Pen kurz vor der Europawahl aus der ID-Fraktion ausgeschlossen worden. Zwei Tage nach der Gründung der PfE gründete die AfD eine weitere rechte Fraktion.
Seit Februar 2025 besitzt die israelische Likud um den amtierenden Ministerpräsidenten Benjamin Netanjahu Beobachterstatus in der Fraktion.
| Vorherige Fraktion (2019–2024)        | Europapartei | Abgeordnete neu | Nationale Parteien                                                                                               |
| ------------------------------------- | ------------ | --------------- | --- |
| Identität und Demokratie              | IDP          | 53              | - Freiheitliche Partei Österreichs - Lega - Partij voor de Vrijheid (b) - Rassemblement National - Vlaams Belang |
| Identität und Demokratie              | –            | 1               | - Dansk Folkeparti                                                                                               |
| fraktionslos (a)                      | –            | 10              | - Fidesz – Magyar Polgári Szövetség                                                                              |
| Renew Europe                          | ALDE         | 7               | - ANO 2011 |
| Europäische Konservative und Reformer | EKR          | 6               | - Vox |
| Fraktion der Europäischen Volkspartei | EVP          | 1               | - Kereszténydemokrata Néppárt                                                                                    |
| nicht im Parlament vertreten          | IDP          | 2               | - Chega |
| nicht im Parlament vertreten          | ECPM         | 1               | - Latvija pirmajā vietā                                                                                          |
| nicht im Parlament vertreten          | –            | 5               | - Přísaha - Foni Logikis - Ruch Narodowy                                                                         |

## Vorsitz
Vorsitzender der Gruppe ist Jordan Bardella, Parteivorsitzender des RN. Erster Stellvertreter ist Kinga Gál (Fidesz). Weitere Stellvertreter sind Roberto Vannacci (für Lega gewählt), Klára Dostálová (ANO), Sebastiaan Stöteler (PVV), António Tânger Corrêa (Chega), Hermann Tertsch (VOX) und Harald Vilimsky (FPÖ).

## Abgeordnete
| Land         | Partei                            | Europapartei | Abgeordnete | Abgeordnete |
| Land         | Partei                            | Europapartei | Anzahl      | Mitglieder |
| ------------ | --------------------------------- | ------------ | ----------- | --- |
| Belgien      | Vlaams Belang                     | P.eu         | 3/22        | Tom Vandendriessche, Barbara Bonte, Gerolf Annemans |
| Dänemark     | Dansk Folkeparti                  | P.eu         | 1/15        | Anders Vistisen |
| Frankreich   | Rassemblement National            | P.eu         | 27/81       | Mathilde Androuët, Jordan Bardella, Marie-Luce Brasier-Clain, Marie Dauchy, Valérie Deloge, Mélanie Disdier, Gaëtan Dussausaye (bis 26. September 2024), Anne-Sophie Frigout, Angéline Furet, Jean-Paul Garraud, Catherine Griset, France Jamet, Virginie Joron, Sylvie Josserand (bis 26. September 2024), Julien Leonardelli, Thierry Mariani, Aleksandar Nikolic, Philippe Olivier, Gilles Pennelle, Pierre Pimpie, Julie Rechagneux, André Rougé, Julien Sanchez, Pierre-Romain Thionnet, Rody Tolassy, Matthieu Valet, Alexandre Varaut, Christophe Bay (seit 27. September 2024), Séverine Werbrouck (seit 27. September 2024) |
| Frankreich   |                                   | P.eu (I)     | 2/81        | Fabrice Leggeri, Pascale Piera, Malika Sorel (bis 18. April 2025) |
| Griechenland | Foni Logikis                      | P.eu         | 1/21        | Afroditi Latinopoulou |
| Italien      | Lega per Salvini Premier          | P.eu         | 6/76        | Paolo Borchia, Susanna Ceccardi, Anna Maria Cisint, Aldo Patriciello, Silvia Sardone, Raffaele Stancanelli |
| Italien      | Lega Nord                         | P.eu         | 1/76        | Isabella Tovaglieri |
| Italien      | –                                 | –            | 1/76        | Roberto Vannacci |
| Lettland     | Latvija pirmajā vietā             | P.eu         | 1/9         | Vilis Krištopans |
| Niederlande  | Partij voor de Vrijheid           | P.eu         | 6/31        | Rachel Blom, Ton Diepeveen, Marieke Ehlers, Sebastian Kruis, Sebastiaan Stöteler, Auke Zijlstra |
| Österreich   | Freiheitliche Partei Österreichs  | P.eu         | 6/20        | Elisabeth Dieringer-Granza, Roman Haider, Gerald Hauser, Georg Mayer, Petra Steger, Harald Vilimsky |
| Portugal     | Chega                             | P.eu         | 2/21        | Tiago Moreira de Sá, António Tânger Corrêa |
| Polen        | Ruch Narodowy                     | P.eu         | 2/53        | Anna Bryłka, Tomasz Buczek |
| Spanien      | Vox                               | P.eu         | 6/61        | Mireia Borrás, Jorge Buxadé, Juan Carlos Girauta, Jorge Martín Frías, Margarita de la Pisa Carrión, Hermann Tertsch |
| Tschechien   | ANO 2011                          | P.eu         | 7/21        | Jaroslav Bžoch, Klára Dostálová, Martin Hlaváček (bis 31. Juli 2024), Ondřej Knotek, Ondřej Kovařík, Tomáš Kubín (seit 1. August 2024), Jana Nagyová, Jaroslava Pokorná Jermanová |
| Tschechien   | Přísaha                           | P.eu         | 2/21        | Nikola Bartůšek, Filip Turek |
| Ungarn       | Kereszténydemokrata Néppárt       | P.eu (I)     | 1/21        | György Hölvényi |
| Ungarn       | Fidesz – Magyar Polgári Szövetség | P.eu         | 7/21        | Tamás Deutsch, Kinga Gál, Balázs Győrffy (bis 1. September 2024), Enikő Győri, András Gyürk, András László, Ernő Schaller-Baross, Csaba Dömötör (seit 22. September 2024) |
| Ungarn       | –                                 | P.eu (I)     | 2/21        | Viktória Ferenc, Pál Szekeres |
| Ungarn       | Vajdasági Magyar Szövetség        | –            | 1/21        | Annamária Vicsek |
| Summe        | Summe                             | Summe        | 85/720      | 85/720 |

Mitglieder der Patriots.eu (83)
Parteiunabhängige Mitglieder (2)